# Suha Beșara

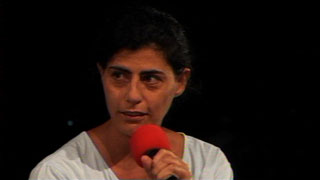

Suha Beșara (Suha Fáuaz Beșara; arabă: سهى فواز بشارة) (n. 15 iunie 1967) este o militantă în mișcarea de rezistență din Liban, care la vârsta de douăzeci de ani a încercat să-l asasineze pe generalul Antoine Lahd, șeful miliției pro-israeliene "Armata Libanului de sud". În urma atentatului Suha Beșara fost arestată și mai apoi încarcerată timp de 10 ani, fără proces, într-o închisoare clandestină administrată de forțele de ocupație israeliene în teritoriu libanez.

## Biografie
Suha Beșara e născută într-o familie de arabi libanezi de confesiune creștin-ortodoxă. Tatăl militantei a fost membru al Partidului Comunist Libanez, în care Suha însăși se înscrie în 1982, moment la care Israelul invadează Libanul. Suha este activă în "Frontul național de rezistență" și "Uniunea tineretului democrat libanez". 
În 1987 Suha Beșara abandonează studiile unversitare, acceptând misiunea de a-l asasina pe generalul Lahd. Suha reușește să se apropie de familia Lahd, fiind profesor de exerciții aerobice al soției generalului. Invitată frecvent în familie, Suha trage la data de 17 noiembrie 1988 două focuri de revolver în direcția generalului, care este grav rănit în partea superioară a corpului. Lahd va rămâne cu un braț paralizat în urma atentatului, Suha fiind arestată și încarcerată fără proces în închisoarea clandestină "Khiam", unde va rămâne timp de 10 ani, dintre care șase în izolare. Ea va fi torturată, însă nu-și va trăda colegii de conspirație. Este eliberată în 1998, în urma unei campanii internaționale în favoarea ei, desfășurată atât în Liban cât și în Israel și Europa de vest.
Piesa de teatru "Incendies" (2003. 2009) a scriitorului canadian Wajdi Mouawad este inspirată de viața lui Suha Beșara, la fel ca și ecranizarea dramatică omonimă ("Incendies", 2010) a regizorului canadian Denis Villeneuve.